# Aristolochia chlamydophylla
Aristolochia chlamydophylla C.Y.Wu – gatunek rośliny z rodziny kokornakowatych (Aristolochiaceae Juss.). Występuje naturalnie w południowej części Chin, w prowincji Yunnan oraz w regionie autonomicznym Kuangsi-Czuang

## Morfologia
PokrójBylina pnąca o nagich i prążkowanych pędach.
LiścieMają owalny lub deltoidalnie owalny kształt. Mają 6–16 cm długości oraz 5–11 cm szerokości. Bardziej lub mniej skórzaste. Wydzielają zapach. Nasada liścia ma sercowaty kształt. Z ostrym wierzchołkiem. Są lekko owłosione od spodu. Ogonek liściowy jest nagi i ma długość 6–10 cm.
KwiatySiedzące, zebrane są po 8–10 w gronach o długości 4–6 cm. Mają zielonożółtawą barwę i 18–22 mm długości. Podsadki mają jajowaty kształt.

## Biologia i ekologia
Rośnie w lasach. Występuje na wysokości od 1000 do 1300 m n.p.m. Kwitnie od marca do kwietnia.